# Omar II ibn 'Abd al-'Aziz
ʿUmar ibn ʿAbd al-ʿAzīz (in arabo عمر بن عبد العزيز‎?; Medina o forse in Egitto, 682 circa – Aleppo, 720) è stato un politico e condottiero arabo fu l'ottavo califfo della dinastia omayyade-marwanide di Siria dal 717 al 720.
Diversamente dagli altri califfi omayyadi, ascese a tale carica per nomina, anziché per via ereditaria come i suoi predecessori. Era comunque bis-nipote del successore del Profeta secondo califfo ʿUmar ibn al-Khaṭṭāb, cugino del califfo Sulaymān ibn ʿAbd al-Malik e figlio di ʿAbd al-ʿAzīz b. Marwān, governatore dell'Egitto, al quale il fratello, il califfo al-Walīd b. ʿAbd al-Malik aveva in un primo tempo promesso la successione. Gli succederà il cugino, figlio di al-Walīd ibn ʿAbd al-Malik, Yazīd II.

## Biografia
ʿUmar visse fino alla morte di suo padre a Medina. Successivamente fu chiamato a Damasco dal califfo al-Walīd ibn ʿAbd al-Malik e sposò sua figlia Fāṭima. Il califfo al-Walīd nominò ʿUmar governatore di Medina che però, contrariamente alla tradizione, creò un consiglio per governare la provincia. ʿUmar acquisì subito la fama di uomo e governante giusto, al punto che molti emigrarono dall'Iraq per fuggire dalla brutalità del governatore locale al-Ḥajjāj b. Yūsuf. Quest'ultimo fece pressioni sul califfo finché non riuscì a far revocare il governatorato a ʿUmar. Ciononostante la sua reputazione di giusto si espanse per tutto l'impero. Il califfo al-Walīd ibn ʿAbd al-Malik morì poco dopo e gli succedette il figlio Sulaymān, il quale morì anch'egli dopo circa due anni di regno. Poco prima di morire questi designò ʿUmar, che ammirava, quale successore, ignorando i propri fratelli e suo figlio che era troppo giovane per assumere la carica.

ʿUmar cercò in tutti i modi di dissuadere Sulaymān, ma infine accettò senza entusiasmo, dopo che gli fu detto che se non riparava le ingiustizie dei suoi predecessori, ne sarebbe diventato complice.

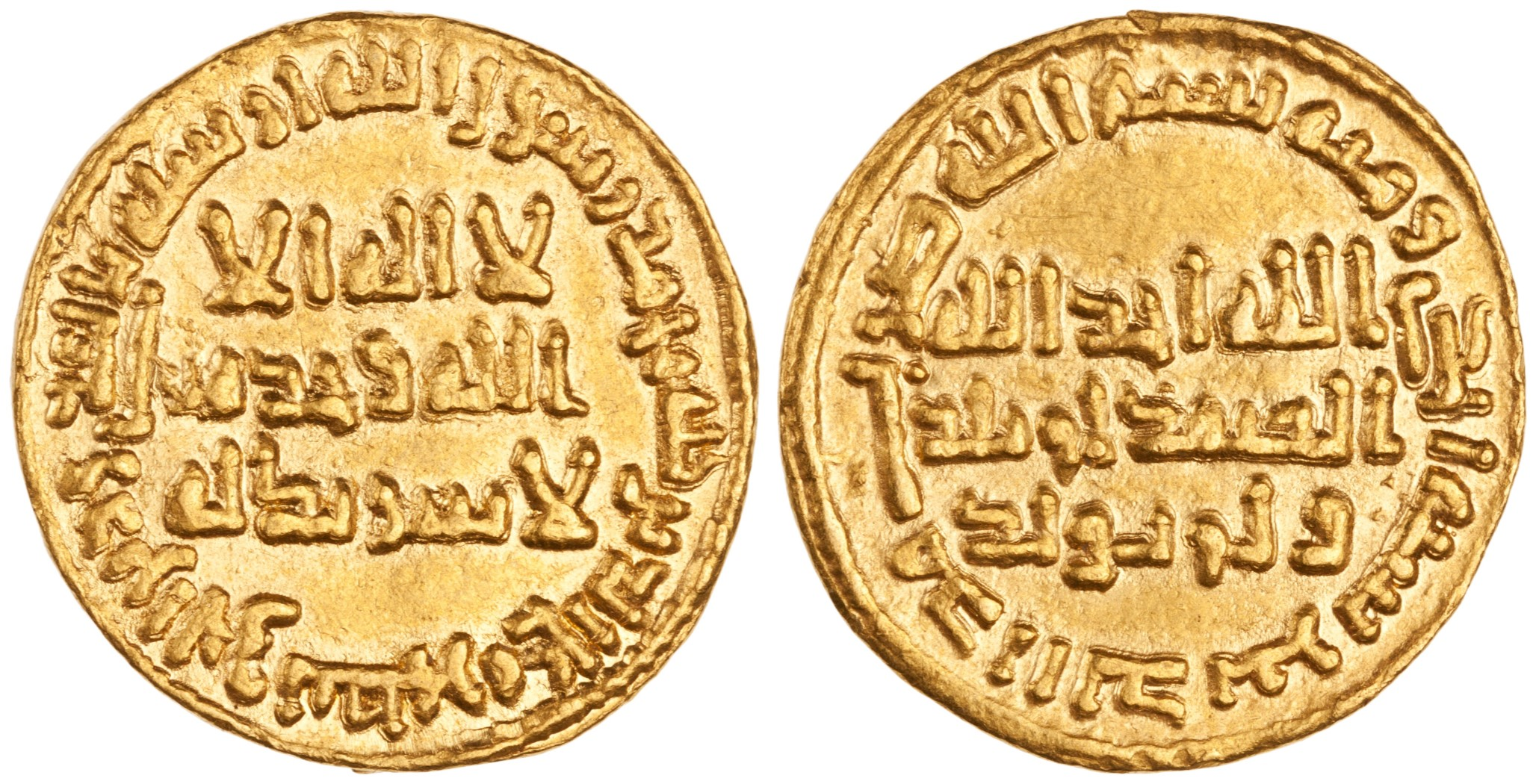
Dinar aureo di ʿUmar coniato a Damasco nel 719-720

A Damasco, il califfo al-Walīd aveva guadagnato la reputazione di costruttore e di esteta. Il figlio Sulaymān amava i piaceri della vita in genere e quelli della tavola in particolare. ʿUmar invece era religioso e ascetico. Abbandonò il sontuoso palazzo per andare a vivere in una casa semplice e, per il suo modo di vestire, fu spesso scambiato per uno dei domestici e si dice che aveva un solo vestito e quando doveva lavarlo, si chiudeva in una stanza, lo lavava e lo lasciava asciugare e dopodiché se lo rimetteva e usciva. Si raccontano numerosi aneddoti riguardanti la sua generosità e onestà. Fu uno dei primi a far compilare i ʾaḥādīth affinché non andassero perduti.
Tutte le terre confiscate dai califfi precedenti furono ridistribuite, e ʿUmar II non accettò quasi mai doni, imponendo a sua moglie di donare i propri gioielli al Bayt al-māl (l'erario pubblico). Avviò importanti riforme fiscali, tassando la proprietà anziché le persone. Durante il suo regno fece destituire diversi governatori che si comportavano ingiustamente verso i sudditi. Fece applicare rigorosamente la sharīʿa, vietando il consumo di alcolici e i ḥammām aperti sia agli uomini, sia alle donne. Organizzò servizi sociali per gli orfani e gli indigenti. Pubblicò un editto che vietò di maledire ʿAlī ibn Abī Ṭālib, il quarto califfo, alla fine delle preghiere del venerdì: usanza istituita dal primo califfo omayyade-marwanide Marwān b. al-Ḥakam una trentina di anni prima, facendola rimpiazzare da un versetto del Corano. Molto popolare, nessun suddito gli manifestò mai la propria opposizione.
La sua politica di accettare senza riserve le conversioni degli elementi non-arabi ( mawālī ), eliminando qualsiasi ostacolo alla loro integrazione sociale, ebbe però gravi riflessi sulle finanze del califfato.
Si dice che tutto ciò contribuisse a decretarne l'impopolarità all'interno della stessa corte omayyade, e si dice che vi fu chi fece corrompere un servo affinché avvelenasse ʿUmar. Sul letto di morte ʿUmar II, venuto a conoscenza del complotto, perdonò il suo assassino e fece depositare nella pubblica tesoreria i risarcimenti che gli erano dovuti in base alla "legge del sangue" accolta anche dalla legge islamica. Morì presso Aleppo nel 720 e gli succedette il cugino Yazid II.
Pur regnando per un breve periodo, ʿUmar ibn ʿAbd al-ʿAzīz è considerato uno dei più grandi sovrani della storia islamica, sia per i sunniti, sia per i sciiti, al punto di essere ricordato come il quinto califfo rāshid (ovvero "ortodosso", dopo i primi quattro che governarono a Medina e a Kufa).

Quando i vincitori Abbasidi scatenarono tutto il loro odio contro gli "usurpatori" omayyadi, andando a violare ovunque possibile le tombe per riesumare i cadaveri dei defunti Califfi, l'unica ad essere rispettata e a rimanere inviolata fu proprio quella di ʿUmar II.